# دمغة المصوغات
دمغة المصوغات أو فقط الدَمغة هي علامة أو وسم مميز يعطى من جهة رسمية بحيث تعطي دلالة على عيار الفلز النفيس في السبيكة أو المصاغ.
يطبق هذا الأسلوب على المصاغ الذهبي أو الفضي، ويمكن تعميم استخدام كلمة دمغة للإشارة إلى علامة جودة المنتج.